# پینو زوایگدس
پینو زوایگدس (انگلیسی: Pieno žvaigždės) شرکت صنایع غذایی لیتوانیایی است، که در سال ۱۹۹۸ تأسیس شد.